# Ледуховский, Влодзимеж (1910—1987)
Влодзимеж Игнаций Халька-Ледуховский (пол. Włodzimierz Ignacy Halka Ledóchowsk; 2 апреля 1910, Краков — 21 октября 1987, Варшава) — польский дворянин, военный, курьер ZWZ, дипломат.

## Биография
Представитель польского дворянского рода Ледуховских герба «Шалава». Единственный сын австрийского полковника и польского генерала, графа Игнация Ледуховского (1871—1945) и Паулины, урожденной графини Лубенской. Он учился в неполной средней школе в Хырове в Научно-педагогическом институте отцов-иезуитов, где в 1928 году сдал выпускные экзамены. Окончил кадетскую школу во Влодзимеже-Волынском в 1931 году, а в 1932 году прошел военную службу подпоручиком запаса в 6-й конно-артиллерийской дивизии («ДАК») в Станиславове.
Во время Сентябрьской кампании воевал в составе 13-й конно-артиллерийской дивизии. После разгрома дивизии он дошел до Варшавы, где сражался при обороне Саской Кемпы. В период с декабря 1939 по июнь 1940 года он несколько раз переезжал из оккупированной Польши в Венгрию и обратно, неся с собой документы формирующейся ZWZ. В некоторых своих курьерских поездках он сотрудничал с Кристиной Скарбек, с которой у него были эмоциональные и эротические отношения.
После изменения политики Венгрии в отношении союзников Польской Народной Республики через Югославию и Турцию он попал в Палестину, где был направлен в Отдельную Карпатскую стрелковую бригаду, в которой был командиром батареи и разведчиком. Вместе с бригадой сражался при обороне Тобрука, где 31 декабря 1941 года был тяжело ранен.
С мая 1942 года — офицер Второго отдела (разведки) в Стамбуле, а затем секретарь посольства в Анкаре. С марта 1944 года работал в Лондоне офицером 6-го отдела (кантри). С февраля 1945 года — секретарь посольства в Париже. В феврале 1946 года он женился на Марии-Барбаре Дзержикрай-Моравской (1921—2007).
После прохождения военной службы окончил инженерную школу во Франции. В 1948 году он с женой отправился в Южную Африку, где работал инженером на строительстве дорог в этой стране и в других африканских странах. В Южной Африке он и его жена основали Католическую ассоциацию за расовое равенство («CARE»).
В 1976—1981 годах он публиковал в лондонской газете «Wiadomości» рассказы, содержание которых было связано с его собственным опытом и наблюдениями на юге Африки. Некоторые из этих рассказов были опубликованы в Польше в сборнике «Mój nierodzinny kraj».
В 1984 году он вернулся на постоянное жительство в Польшу. Умер 21 октября 1987 года в Варшаве.

## Творчество
Две его книги были изданы в Польше: «Mój nierodzinny kraj» и «Pamiętnik pozostawiony w Ankarze» (после его смерти).